# Alma (řeka)
Alma (ukrajinsky Альма , Алма, rusky Альма , Алма, krymskou tatarštinou Alma özeni) je řeka na Krymu (Autonomní republika Krym), sporném území považovaném za část Ukrajiny, ale ovládaném od Krymské krize Ruskem. Je 83 km dlouhá od pramene Sarysu. Povodí má rozlohu 635 km².

## Průběh toku
Na horním toku protéká územím Krymské rezervace. Ústí do Kalamitského zálivu Černého moře.

## Vodní stav
Průměrný průtok činí 1,2 m³/s. Vysychá průměrně na 2 měsíce, v suchých letech však až na 6 let.

## Využití
Na dolním toku se využívá na zavlažování. V údolí řeky rostou jabloňové sady.

## Historie
V průběhu Krymské války došlo na řece 8. září 1854 k bitvě mezi ruskou armádou a spojenými francouzsko-britsko-tureckými vojsky.